# إدي فيليبس (لاعب كرة قاعدة)
إدي فيليبس (بالإنجليزية: Eddie Phillips)‏ هو لاعب كرة قاعدة أمريكي، ولد في 8 يوليو 1930 في سانت لويس في الولايات المتحدة، وتوفي في 9 سبتمبر 2010 في هانيبال في الولايات المتحدة.